# Indre Vandersholm
Indre Vandersholm est une île norvégienne du comté de Hordaland appartenant administrativement à Austevoll.

## Description
Rocheuse et pratiquement désertique, elle s'étend sur environ 376 m de longueur pour une largeur approximative de 240 m.